# الجاح (حبيش)

تعديل مصدري - تعديل

الجاح هي إحدى قرى عزلة جبل عميقة بمديرية حبيش التابعة لمحافظة إب، بلغ تعداد سكانها 216 نسمة حسب تعداد اليمن لعام 2004.